# Hành vi tâm linh ở động vật

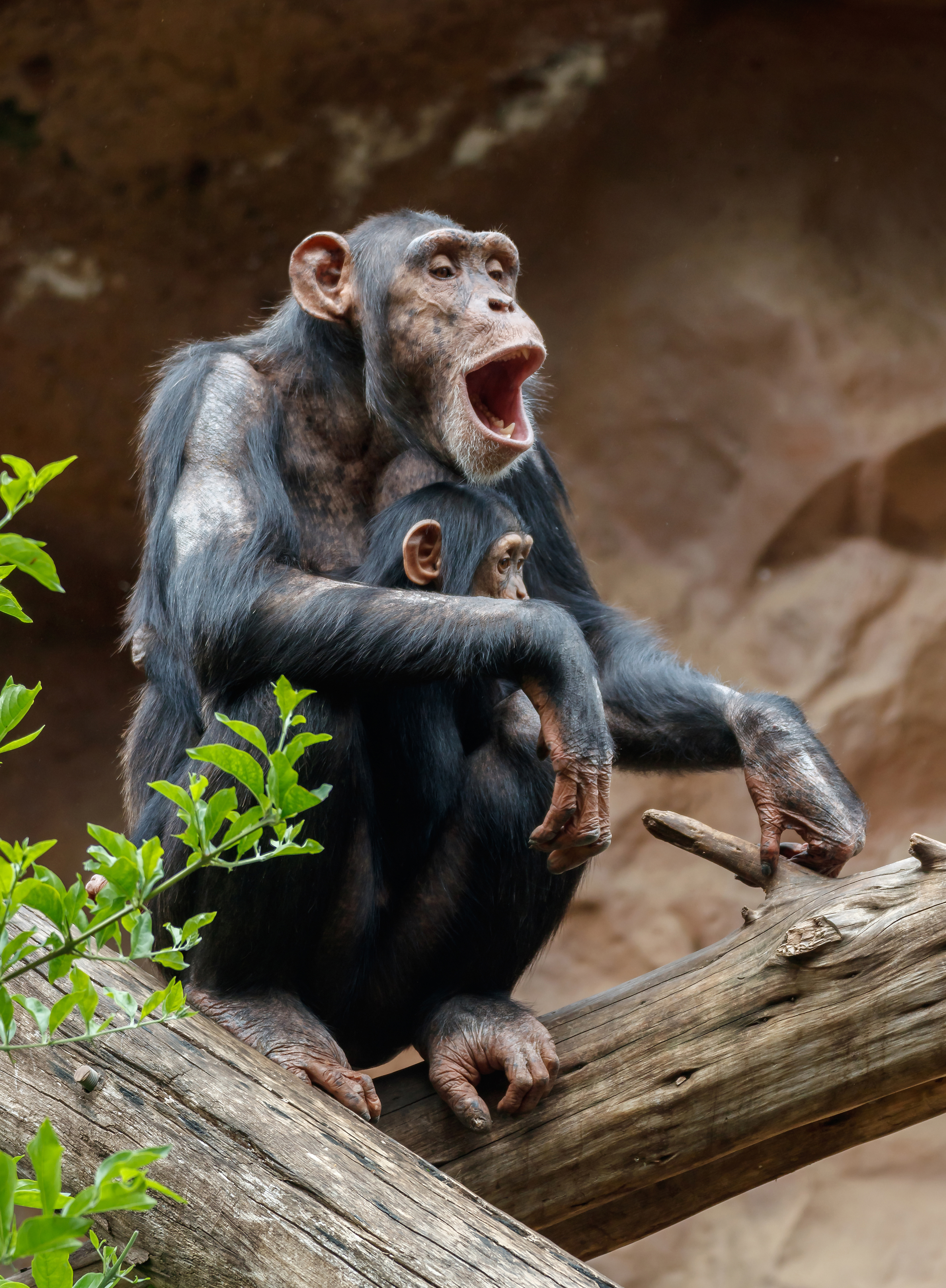
Tinh tinh được cho là biết đau buồn trước cái chết của đồng loại và có các hành vi như một nghi thức mang tính tâm linh

Hành vi tâm linh ở động vật hay còn gọi là đức tin ở động vật là nghiên cứu về hành vi của động vật gợi lên hình thái tâm linh và đức tin có tính cách tín ngưỡng-tôn giáo sơ khởi. Đã có những ghi nhận về hành vi mang tính nghi lễ hay nghi thức ghi nhận từ các hành động của những loài như tinh tinh, voi, cá heo và các động vật khác, chủ yếu là những nghi thức như việc để tang khi những con voi đứng quanh thi thể một thành viên trong đàn như tưởng niệm hay bầy tinh tinh hú hét, cùng nhảy múa đón trận mưa rào sau mùa khô kéo dài.
Tuy vậy, quan điểm phổ biến hiện nay là không có bằng chứng cho thấy bất kỳ động vật không phải con người nào tin vào Thần hoặc các vị thần và cầu nguyện, thờ phượng, hay có bất kỳ khái niệm siêu hình nào, cũng như tạo ra các cổ vật có ý nghĩa nghi thức hoặc nhiều hành vi khác điển hình của tôn giáo loài người. Động vật chỉ làm theo bản năng của nó, có thể một số hành vi được thực hiện qua quá trình học hỏi ở một số động vật bậc cao, có tính xã hội nhưng chưa đủ để chứng minh các loài động vật thực sự có hành vi tâm linh hay thậm chí là đức tin, tín ngưỡng, tôn giáo.

## Ghi nhận
Ngày càng có nhiều bằng chứng khoa học cho thấy sự đau buồn và để tang ở các loài động vật khác đã tăng lên rất nhiều trong thập niên qua Việc để tang không chỉ giới hạn ở các loài thuộc họ cá voi có não lớn (như cá voi, cá heo) hay ở các loài linh trưởng, các khoa học gia đã ghi nhận được một số hình thức phản ứng trước cái chết ở hải cẩu, lợn biển, chó hoang dingo, ngựa, chó, mèo nhà, và nhiều loài khác nữa. Trong số những ví dụ đáng kinh ngạc có câu chuyện về 27 con hươu cao cổ trưởng thành tổ chức lễ tưởng niệm cho một con non mới chết, chuyện những con voi từ năm gia đình khác nhau tới thăm xương cốt của một con voi chết, một nhóm 15 con cá heo bơi chầm chậm hộ tống một con cá heo mẹ mang theo con con đã chết, và một trường hợp kỳ lạ về hai con vịt được cứu từ một nông trại chuyên nuôi gia cầm lấy gan làm thực phẩm đã kết bạn với nhau, rồi khi một con chết, con vịt còn lại đã nằm gối đầu lên cổ con kia trong nhiều giờ đồng hồ.

### Tinh tinh
Nhà sinh vật học Mỹ là Nancy Howell nhận định tinh tinh có những tiền tố hình thành nên đời sống văn hóa và tâm linh như người nguyên thủy. Chúng có thể giao tiếp qua cử chỉ, sống tương trợ lẫn nhau và còn thực hiện những nghi lễ tương tự một đám tang khi một thành viên trong bầy qua đời như cúi đầu đứng xung quanh, chải lông. Những nghiên cứu về đời sống của tinh tinh gần đây cho thấy loài vật này còn biết sử dụng, chế tạo công cụ đơn giản. Nhà linh trưởng học Jane Goodall còn cho biết một số bầy linh trưởng thường khiêu vũ dưới cơn mưa lớn, hoặc khi chúng cùng đi qua một thác nước. Đó là một biểu hiện cho thấy tinh tinh có thể cũng có niềm tin của riêng chúng, tương tự việc cầu khấn thần nước, thần mưa của con người. Chưa kể, tinh tinh không phải sinh vật duy nhất được ghi nhận hành động như thể nhận thức được đời sống tâm linh.
Quan điểm đó của Goodall đã được gián tiếp khẳng định. Năm 2016, nhóm các nhà khoa học thuộc Viện nghiên cứu Tiến hóa Nhân loại học Max Planck, trực thuộc Đại học Leipzig (Đức) đã công bố một nghiên cứu quan sát tinh tinh sống ở 4 khu vực thuộc Tây Phi đã cho thấy những hành vi đặc trưng của đời sống tâm linh. Nhóm này mô tả rằng: "Bầy tinh tinh đứng quanh một cái cây, sau đó đi vòng quanh. Chúng ném đá vào cái cây đó, và chỉ có một số cây nhất định trở thành mục tiêu. Chỉ những con đực mới được ném đá vào cây, những con cái và con non đứng quanh quan sát. Hành vi trên được thực hiện lặp đi lặp lại suốt một thời gian dài. Đống đá được sử dụng chất đống quanh cái cây được chọn". Hành vi này cũng tương tự nghi thức tôn giáo ở các nền văn minh cổ đại. Cái cây của loài tinh tinh cũng giống như một đền thờ, và những con đực đóng vai trò tương tự thầy tế.
Vào năm 1972, Jane Goodall chứng kiến cảnh một con tinh tinh đực non có tên là Flint chết chỉ một tháng sau cái chết của mẹ nó, Flo. Con tinh tinh non đã quá đau lòng sau cái chết của mẹ, đến nỗi nó ngừng ăn uống và mọi hoạt động khác cho tới chết. Sau này, tại Quỹ Bảo vệ Tinh tinh Mồ côi Hoang dã (Chimfunshi Wildlife Orphange Trust) ở Zambia, một con tinh tinh cái có tên là Noel đã cố tìm cách lau sạch răng cho đứa con nuôi đã chết của nó, tinh tinh đực non tên là Thomas, hành vi được nhiều người cho là "nghi thức làm đám tang". Khi một con tinh tinh con qua đời, con mẹ sẽ vẫn bế xác con mình theo người nhiều ngày, thậm chí là nhiều tháng sau đó. Con mẹ vẫn tiếp tục chải chuốt cho thi thể, làm chậm quá trình phân hủy và chỉ ngưng tương tác với thi thể khi nó đã phân hủy quá nặng.

### Ở loài voi

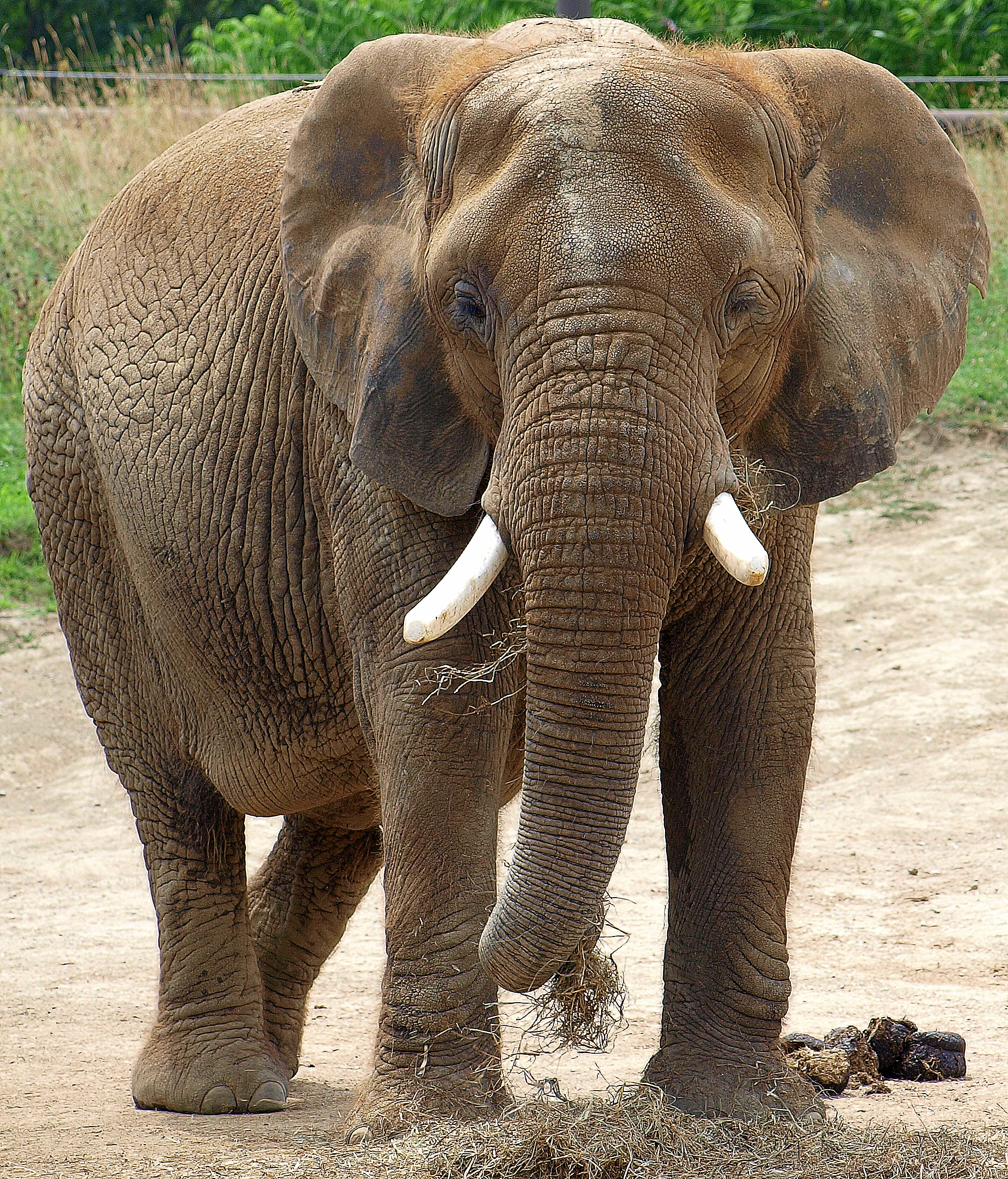
Voi được ghi nhận là có tập tính viếng mộ thành viên đã chết

Voi nổi tiếng về việc tới thăm xác chết của các thành viên trong đàn, vuốt ve những bộ xương và có lúc còn đung đưa lắc mình như thể làm lễ tưởng niệm/mặc niệm. Nhà khoa học Mỹ Ronald Siegel đã quan sát những hành vi tâm linh ở loài voi châu Phi cho thấy, loài voi có thực hiện hành vi tưởng nhớ một thành viên đã chết vì nhiều loài có hành động thể hiện lòng tiếc thương như đứng xung quanh, cúi đầu nhưng không một loài nào chôn cất đồng loại như loài voi. Khi một thành viên trong bầy vừa qua đời, chúng sẽ đứng quanh rồi lấy bùn, đất, lá cây phủ lên.Voi không chỉ làm vậy với đồng loại. Ronald Siegel ghi nhận chúng cũng chôn cất những xác chết khác của tê giác, trâu, bò. khi gặp trên đường đi, một số con voi còn trang trí lên ngôi mộ bằng thức ăn, trái cây, hoa, hoặc những tán lá sặc sỡ.
Trong năm 2013, một nhà nghiên cứu đã theo dõi và ghi nhận cái chết của một con voi cái, tên Eleanor. Ngày hôm trước, con voi Eleanor lê lết thân mình sưng tấy một cách nặng nhọc. Một ngà của nó bị gãy, tai và chân của nó đầy các vết tích của một cú ngã gần đây. Ngay sau khi Eleanor quỵ xuống, một con voi cái khác, tên Grace, từ một nhóm khác trong đàn, đã chạy lại phía Elanor và tìm cách vực nó dậy bằng ngà của mình. Thế nhưng Eleanor đã quá yếu. Các con voi trong đàn đã đi tiếp, nhưng Grace vẫn ở lại bên cạnh Eleanor ít nhất một giờ nữa, cho đến khi mặt trời lặn xuống và bóng đêm bắt đầu bao phủ Kenya.
Con voi Eleanor cuối chùng đã chết vào lúc 11 giờ sáng hôm sau. Trong các ngày sau đó, ít nhất năm nhóm voi khác nhau đã đến thăm thi thể Eleanor, trong đó có một số gia đình voi hoàn toàn xa lạ với nó. Những con voi này ngửi, chạm vào thi thể của Eleanor và không bao giờ ở cách xa đó hơn vài trăm mét. Hành động này, theo nhiều khía cạnh, không khác gì với lễ viếng một quan chức vì những con voi đến thăm viếng không chỉ bao gồm các thành viên gia đình của Eleanor, các nhà khoa học cho rằng loài voi nói chung đều có một phản ứng thường thấy trước cái chết của đồng loại. Dù phản ứng này còn khác xa một lễ viếng của con người, nó vẫn hết sức đặc biệt đối với loài voi.

### Ở cá heo
Con người và voi không phải là loài duy nhất viếng thi thể của đồng loại vừa qua đời. Các loài thuộc bộ Cá voi, bao gồm cá heo và cá voi sát thủ, thường được quan sát thấy chúng tập trung xung quanh một thành viên mới chết. Việc này có thể kéo dài trong vài ngày. Những con cá heo thậm chí còn ngăn thợ lặn đến gần, như thể không muốn có người ngoài can dự.  Trường hợp đáng chú ý nhất về điều này diễn ra khi một cá thể cá voi sát thủ mang mã số J35 sinh con, nhưng con non sớm chết ngay sau khi chào đời. J35 thương tiếc con mình, nên đã đẩy xác con đi cùng trên đại dương suốt nửa tháng. Sau khi cùng con bơi hàng ngàn kilômet trên biển, nó mới chịu chấp nhận để con mình ra đi. Con cá voi sát thủ J35 đẩy con mình trên biển suốt nửa tháng, một hành vi cho thấy chúng cũng biết tưởng nhớ đồng loại đã chết. Ghi nhận một trường hợp vào năm 2018, một con cá voi sát thủ non chết ở ngoài khơi Vancouver Island, và con cá mẹ có tên là Tahelqua, đã giữ xác con con bên mình suốt 17 ngày liên tục.
Vào năm 2000, chứng kiến một nghi lễ dưới nước khi thi thể một con cá heo cái được phát hiện dưới đáy biển, cách bờ biển Đảo Mikura 50 mét. Hai con cá heo đực đã ở cạnh thi thể con cái này rất lâu và chỉ thỉnh thoảng mới trồi lên mặt biển để hít thở. Các thợ lặn đã tìm cách mang thi thể của con cái lên bờ nhưng đã bị hai con cá heo đực chặn lại. Đến khi họ quay lại vào ngày hôm sau, hai con đực này vẫn đang canh gác tại đó. Đến ngày thứ ba, thi thể của con cái đã biến mất. Trong năm 2001, các thợ lặn đã chứng kiến cảnh hơn 20 con cá heo vây quanh thi thể một con đực vừa chết. Khi các thợ lặn tìm cách tiếp cận, bầy cá heo đã phản ứng giận dữ và tìm cách chặn đường. Khi họ mang thi thể con đực lên tàu, cả đàn cá heo tiếp tục bơi theo cho đến khi tàu về cảng.Trong mỗi trường hợp, các con cá heo đều hành động khá thất thường khi chúng bỏ dở các hoạt động thường ngày để viếng đồng loại và thường phản ứng một cách hung dữ nếu có ai tìm cách đến gần. 

## Nhận định

### Liên hệ
Liên quan đến nghiên cứu của người hiện đại cho thấy cuộc sống có những hành vi nghi lễ của động vật là mối quan tâm của các nhà cổ sinh vật học, vì chúng cung cấp một cái nhìn sâu sắc về cách các hệ thống niềm tin tôn giáo có thể đã phát triển từ tổ tiên của loài người. Một số người đã thấy sự tương đồng bề ngoài giữa các nghi thức tang lễ của voi châu Phi và nghi thức chôn cất của người Neanderthal với những dấu hiệu về cái chết được thể hiện từ hơn 100 ngàn năm trước, và các nền văn hoá trên toàn cầu đều phát triển những nghi lễ phức tạp đối với cái chết từ các nghi lễ để tang cho tới việc xây dựng nghĩa địa, trang trí quan tài hay xây dựng kim tự tháp, hay nghi thức của tộc người Toraja ở Indonesia sống cùng xác chết của người thân trong hàng tuần lễ
Một số nhà nghiên cứu động vật nhận định hành vi của tinh tinh, voi và cá voi sát thủ cho thấy chúng có nhận thức về đời sống tâm linh. Nếu như Nancy Howell chỉ ra tinh tinh sở hữu những tiền tố hình thành đời sống tâm linh, thì những người khác viện dẫn hành vi của các loài nói trên có những điểm tương đồng nhất định với quá trình hình thành đời sống tâm linh ở con người. Việc chôn cất đồng loại, hay những sinh vật khác của loài voi khá giống với người Neanderthal, người Cro-Magnon cũng có phong tục chôn cất người chết. Tuy nhiên, những kiến thức này là bằng chứng quan trọng cho thấy con người không phải là loài duy nhất có phản ứng trước cái chết của đồng loại.
Trong những nghiên cứu của mình, nhà bác học Darwin cho rằng các loài động vật khác có khả năng biểu hiện các cảm xúc như hạnh phúc và đau khổ, và những câu chuyện về loài voi để tang đồng loại đã được Pliny Già của La Mã (23-79 Sau Công nguyên) ghi nhận. Nhưng dù vậy, các khoa học gia và các nhà triết học khá thận trọng và ngần ngại khi dùng từ "đau buồn" để mô tả cách ứng xử của bất kỳ động vật nào trước cái chết của đồng loại, bởi họ sợ rằng như thế là đã nhân cách hoá chúng, tức là gán cho chúng những thuộc tính, trạng thái tình cảm, hay ý niệm của con người như thể đã bị trói buộc suy nghĩ bởi những sợ hãi của mình về việc nhân cách hoá
Nhà tâm lý học tiến hóa Matt Rossano đã đưa ra giả thuyết cơ bản về quá trình tiến hóa đời sống tâm linh ở người tiền sử. Quá trình này gồm ba bước liên quan đến nhau. Đầu tiên, sự tâm linh được thể hiện qua những nghi lễ được dùng để gắn kết cộng đồng. Sau đó, những nghi lễ dần phổ biến, thâm nhập vào những hoạt động khác trong đời sống như chữa bệnh. Cuối cùng, đời sống tâm linh thể hiện ở hầu khắp những hành động trong đời sống con người như hội họa, thờ phụng; thậm chí ảnh hưởng đến quan niệm về đạo đức.  Nếu điều này là đúng thì hành vi của tinh tinh được Goodall chứng kiến có thể được hiểu là tương tự như tôn giáo của loài người tiền sử và đây chính là bước đầu trong việc hình thành đời sống tâm linh

### Phản biện
Câu hỏi liệu động vật có hình thành đời sống tâm linh hay không vẫn trở thành đề tài gây tranh cãi. Quan điểm của Goodall nhận không ít phản bác. Nhà thần học Christopher Fisher cho rằng Goodall đã nhân tính hóa loài tinh tinh quá nhiều. Ông thừa nhận tinh tinh có cảm xúc, biết vui buồn như Goodall đã chứng minh, nhưng chúng không thể hình thành đời sống tâm linh. Christopher Fisher dẫn chứng đời sống tâm linh của con người chỉ bắt đầu hình thành khi con người có tiếng nói. Tinh tinh có thể giao tiếp qua một số hành động, cử chỉ đơn giản, nhưng chúng không có ngôn ngữ thể hiện qua lời thoại. Tinh tinh không thể truyền miệng ý nghĩa hành động của mình, và hành động của những cá thể trong cùng một bầy chỉ đơn giản là bắt chước một cách vô thức.
Động vật cấp thấp có thể giao tiếp với nhau hay với môi trường nhờ các sóng như sóng siêu âm phát ra ở loài dơi, sóng điện từ với một số loài cá, sóng âm tần thấp của loài voi... Đây là cơ sở có thể giúp ta lý giải các hiện tượng tâm linh. Những hành động của voi và cá heo cũng vậy, cá heo có thể giao tiếp qua sóng siêu âm, nhưng các nhà khoa học vẫn chưa thể giải mã được tường tận khả năng giao tiếp của chúng. Voi, cá heo và tinh tinh đều có những cách giao tiếp phức tạp mà con người chỉ mới hiểu một phần. Việc con người chứng kiến cái chết của động vật trong tự nhiên là khá hiếm, vì vậy hầu hết những kiến thức có được đều là từ bên ngoài phòng thí nghiệm. Ngoài ra, hiện tượng hàng loạt cá voi chết hoặc trôi dạt vào bờ hoàn toàn không cho thấy điều gì liên quan đến hành vi tâm linh ở cá voi. Việc thời tiết thay đổi đột ngột, hoặc các hoạt động địa chất xảy ra có thể khiến cá voi nhầm phương hướng khi di chuyển trên biển, khiến chúng bơi vào bờ và mắc cạn.
Cái chết là một trong những sự kiện xã hội chấn động nhất trong một nhóm động vật sống quần cư có giao tiếp với nhau. Chẳng hạn như khi một cá thể trưởng thành chết, sẽ cần có thứ gì đó để củng cố sự gắn bó xã hội. Hoặc có thể là phản ứng từ cả nhóm đối với một con mẹ bị mất con là cách để chúng kết nối với nhau. Trong số các loài động vật có vú, giống như con người chúng ta, nơi mà giao tiếp xã hội đóng vai trò rất quan trọng đối với sự sinh tồn, sẽ thấy khả năng thể hiện cảm xúc mạnh mẽ của các cá thể trước cái chết. Tiến sỹ King đã quan sát tinh tinh, khỉ bonobo, đười ươi và các loài linh trưởng khác trong nhiều năm, nói rằng: Tôi đã chứng kiến cảnh chăm sóc vô cùng dịu dàng, cẩn thận, tuy nhiên các con tinh tinh đực vẫn có thể hung dữ với các con khác và giống như ở người, đó là sự lẫn lộn giữa nhiều thứ, phụ thuộc vào tính cách cá nhân của từng cá thể..
Nếu một con vật đang sống có mối quan hệ gần gũi với một con vật vừa chết trở nên từ bỏ mọi hoạt động xã hội, không ăn, ngủ, đi lại theo cách thức thông thường nó vẫn làm, và thể hiện những cảm xúc đặc trưng của loài thì đó là lúc chúng ta ghi nhận được bằng chứng về cách thể hiện tình cảm của con vật đó trước cái chết . Theo tiến sỹ Dora Biro từ Đại học Oxford cho rằng: "Nếu như đau buồn là điều ta chứng kiến trong các loài động vật có tính giao tiếp xã hội cao, và thường thấy nhất trong các cá thể có mối gắn bó xã hội thân thiết, thì điều này rốt cuộc cho chúng ta biết rằng nghi thức để tang là phản ứng mang tính tiến hoá để chấp nhận sự mất mát. Các loài động vật thông minh và con người cần có thời gian để chấp nhận sự mất mát"
Cá heo và cá voi là ví dụ điển hình về những loài vừa thông minh, vừa có mức độ giao tiếp xã hội cao, cho nên không ngạc nhiên gì khi chúng quan tâm tới thành viên vừa chết, mà xảy ra thường xuyên nhất là chuyện con mẹ quan tâm tới con con bị chết. Thái độ của chúng không chỉ gồm việc kéo hay đẩy xác chết như trong trường hợp cá voi mẹ Tahelqua, mà còn cả các cách ứng xử tự phát và xăng xái hơn, như nhấc lên, hạ xuống xác chết nơi bề mặt nước để giúp nó dễ thở hơn, hay lôi kéo, xoay tròn, và kéo xác chết lặn xuống, các con cá heo mũi chai dự tang lễ của con non bị chết trong ba lần khác nhau, trong đó có hai lần là con cá heo mẹ mang con con đã chết theo mình trong vài ngày, và một lần là cả đàn cố tìm cách đẩy con non đang hấp hổi nổi lên, rồi cùng nhau ở lại khu vực thêm một thời gian sau khi con non chết và chìm xuống. Khi cá mẹ mang theo con con của nó trong nhiều ngày thì đó là bởi con con vừa mới được sinh ra, cho nên việc con non chết là bất ngờ, không lường trước. Cá mẹ cần có thêm nhiều thời gian để chấp nhận mất mát thay vì phải mang theo một xác chết suốt tuần.
Việc mang theo xác chết của con non là phổ biến trong các loài linh trưởng. Nhiều loài linh trưởng được quan sát thấy mang theo xác con non trong hàng tuần, thậm chí hàng tháng như trong một số trường hợp đặc biệt, con mẹ thậm chí mang xác chết theo cho tới khi xác con nó hoàn toàn khô như xác ướp do nhiệt, hoặc thậm chí chỉ còn là bộ xương. Nhưng đó chỉ là một trong vài cách thức khác nhau mà các loài linh trưởng thể hiện đối với cái chết của đồng loại, chúng có thể tỏ thái độ giao tiếp thể chất với xác chết, như chải lông, làm sạch răng và nhẹ nhàng vuốt ve, hoặc có các hành vi dữ dội hơn như giật nhổ lông, dựng xác chết lên, hoặc thậm chí là ăn thịt xác chết.
Động vật có khả năng chúng chia sẻ khả năng để truyền các đặc điểm hành vi từ thế hệ này sang thế hệ khác, không phải thông qua gen của chúng mà qua học tập, một thứ có thể học được bằng cách quan sát các kỹ năng đã được thiết lập của người khác và sau đó truyền lại cho các thế hệ sau. Trên thực tế, tất cả những quan điểm về đời sống tâm linh của động vật chỉ dựa trên những quan sát, so sánh, đưa ra những nét tương đồng rồi dẫn đến suy diễn, thậm chí nhiều hành vi được cho là xảy ra do tính nết của một cá thể. Không có một căn cứ nào cụ thể chứng minh tinh tinh hay voi, cá voi sát thủ có đời sống tâm linh. Không một cá thể tinh tinh, voi hay cá heo nào có thể ra dấu cho con người biết liệu chúng có tin vào thế lực siêu nhiên hay không.

## Mê tín dị đoan
Trên thực tế có những truyền thuyết, lời đồn, câu chuyện huyễn hoặc về việc các động vật có thể thấy và cảm nhận được những oan hồn, ma quỷ hay thế giới bên kia, điều này là không hiếm trong các nền văn hóa khác nhau. Trong văn hóa Trung Hoa truyền thống, con bò và con không chỉ là một loại gia súc làm việc rất chăm chỉ, mà còn còn mang ý nghĩa tâm linh. Nước mắt bò được một số người chữa bệnh dân gian tin rằng có thể sử dụng để nhìn thấy ma. Bên cạnh đó chính bò cũng có thể nhìn thấy các hồn ma. Thậm chí đến những con trâu có phần tâm linh mạnh còn có thể nhìn thấy trước cái chết của bản thân mình do đó nó thường hay khóc trước cái chết của mình.
Mèo là một loài động vật ăn đêm, cũng là một trong những loài động vật có trực quan đặc biệt tốt. Chúng không những có thể nhìn thấy những linh hồn, mà còn thật sự phân biệt được đó là hồn ma tốt hay xấu. Nếu như con mèo trong nhà đột nhiên dựng hết cả lông lên, có lẽ xung quanh đó xuất hiện ma và trong đám ma người ta kiêng kỵ nhất chính là mèo đen. Con người lựa chọn loài chó nhưng một con vật thân thiết để đồng hành. Nó không chỉ giúp đỡ con người trong nhiều phương diện mà còn giúp bảo vệ bạn, chống lại những linh hồn xấu. Một con chó đen lớn thậm chí còn có thể xua đuổi những linh hồn mang oán khí lớn bằng tiếng sủa (chó sủa ma).
Chim bồ câu có thể nhìn thấy hồn ma, chính xác hơn đó là nó có thể cảm nhận được năng lượng xấu. Sự nhạy cảm của chim bồ câu đối với từ trường mạnh hơn nhiều so với hầu hết các loài động vật khác. Những oan hồn thường mang theo năng lượng âm tính, vì vậy khi những chú chim bồ câu cảm nhận được chúng sẽ rất sợ hãi và bay loạn lên. Quạ được cho là luôn thể hiện phản ứng cảnh báo nguy hiểm đối với các con quạ chết, chúng được cho là có thể thấy trước cái chết, khi nhìn thấy quạ chết, bồ câu chết và sóc chết bị bỏ vào môi trường của chúng, quạ có nhiều khả năng phát ra tiếng kêu cảnh báo và kêu gọi các con quạ khác tới khi thấy con quạ khác chết nhiều hơn là khi thấy bồ câu hay sóc chết, hay thậm chí cả khi thấy các con quạ giả được để trong tư thế như chết cho thấy quạ thể hiện phản ứng nguy hiểm trước quạ chết.
Người ta hay nói rằng cá chép Koi có thể nhìn thấy hồn ma, nhưng trên thực tế nó chỉ có thể cảm nhận giống hệt loài chim bồ câu. Trong văn hoá truyền thống Trung Hoa người ta tin rằng cá chép Koi có mang máu rồng, mà rồng thì không nhìn bề ngoài mà nhìn thẳng thấy tâm hồn của các sinh vật khác. Những chú cá chép Koi cũng sở hữu năng lực rất mạnh mẽ như vậy đối với các linh hồn! Nếu một bệnh nhân lại gần những chú cá chép này, chúng có thể sẽ chạy đi chứ không giống như những người khoẻ mạnh. Nhưng những con cá chép Koi cũng có thể đuổi ma, ngay cả những linh hồn mang oán khí lớn nếu gặp phải những con cá chép Koi đều phải chạy trốn.